# Banque Morval
Die Banque Morval ist eine international tätige Schweizer Privatbank mit Hauptsitz in Genf und einer Zweigniederlassung in Lugano. Ihre Kernaktivität umfasst drei Bereiche: die Vermögensverwaltung, das Private Banking und das Anlagefondsgeschäft. 
Die 1974 als Vermögensverwaltungsgesellschaft gegründete und 1989 in eine Bank umgewandelte Banque Morval befindet sich über die ebenfalls in Genf ansässige Morval Vonwiller Holding SA im Besitz der aus Italien stammenden Adelsfamilie Zanon di Valgiurata. Zur Morval-Gruppe gehört auch die 1985 von ihr gegründete, in Luxemburg ansässige Fondsgesellschaft Willerfunds.